# 日隈広吉
日隈 広吉（ひのくま こうきち／ひろきち、1921年5月25日 - 1998年5月31日）は、日本の実業家、馬主。
名前の読みに関しては、出典1では「こうきち」とされているが、競馬のデータベースサイトでは「ひろきち」とされている。

## 馬主活動

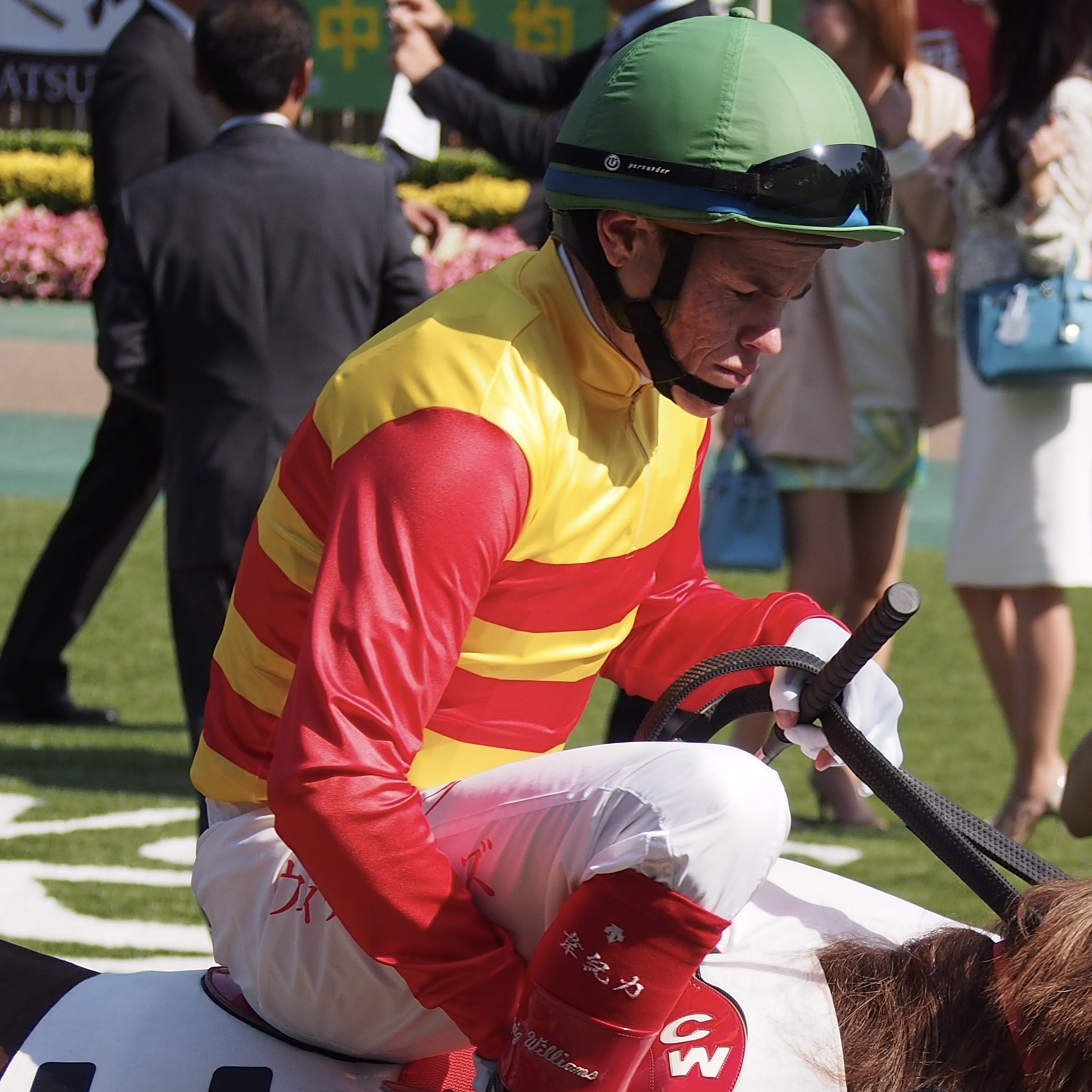
「黄、赤三本輪、赤袖」の勝負服を着用したクレイグ・ウィリアムズ

日本中央競馬会（JRA）に登録していた馬主としても知られた。勝負服の柄は黄、赤三本輪、赤袖、冠名には故郷の萩より「ハギノ」を用いた。
当時のセリ市最高価格である1億8500万円でハギノカムイオーを落札した人物として知られ、同馬を中村畜産代表の中村和夫と共同所有した。
広吉の没後は、元から馬主であった娘の日隈良江、その妹の安岡美津子が所有馬を引き継いでいる。

## 主な所有馬

### 八大競走・GI級競走優勝馬
- ハギノトップレディ（1980年桜花賞、京都牝馬特別、エリザベス女王杯、1981年高松宮杯）
- ハギノカムイオー（1982年スプリングステークス、神戸新聞杯、京都新聞杯、1983年スワンステークス、宝塚記念、高松宮杯）

### 重賞競走優勝馬
- ハギノハイタッチ（1989年小倉3歳ステークス）
- ハギノリアルキング（1995年目黒記念、天皇賞・春3着、1996年日経新春杯）

### その他の所有馬
- ハギノオーカン（1979年UHB杯、11戦9勝）
- ハギノカオリ（1979年紅梅賞、4戦3勝2着1回）
- ハギノビジョウフ（1985年札幌3歳ステークス2着、阪神3歳ステークス3着）
- ハギノスイセイ（1992年京王杯オータムハンデキャップ2着）

### 日隈良江の所有馬
重賞競走優勝馬
- ハギノハイグレイド（2001年東海ステークス、JBCクラシック3着、2002年アンタレスステークス、東海ステークス、川崎記念2着、2003年ジャパンカップダート3着）
- ハギノハイブリッド（2014年京都新聞杯）
- ハギノアレグリアス（2023年名古屋大賞典、シリウスステークス）

その他の所有馬
- ハギノベルテンポ（2005年灘ステークス）
- ハギノパトリオット（2017年新潟ジャンプステークス2着）

### 安岡美津子の所有馬
勝負服の柄は黄、赤三本輪、赤袖黄一本輪。

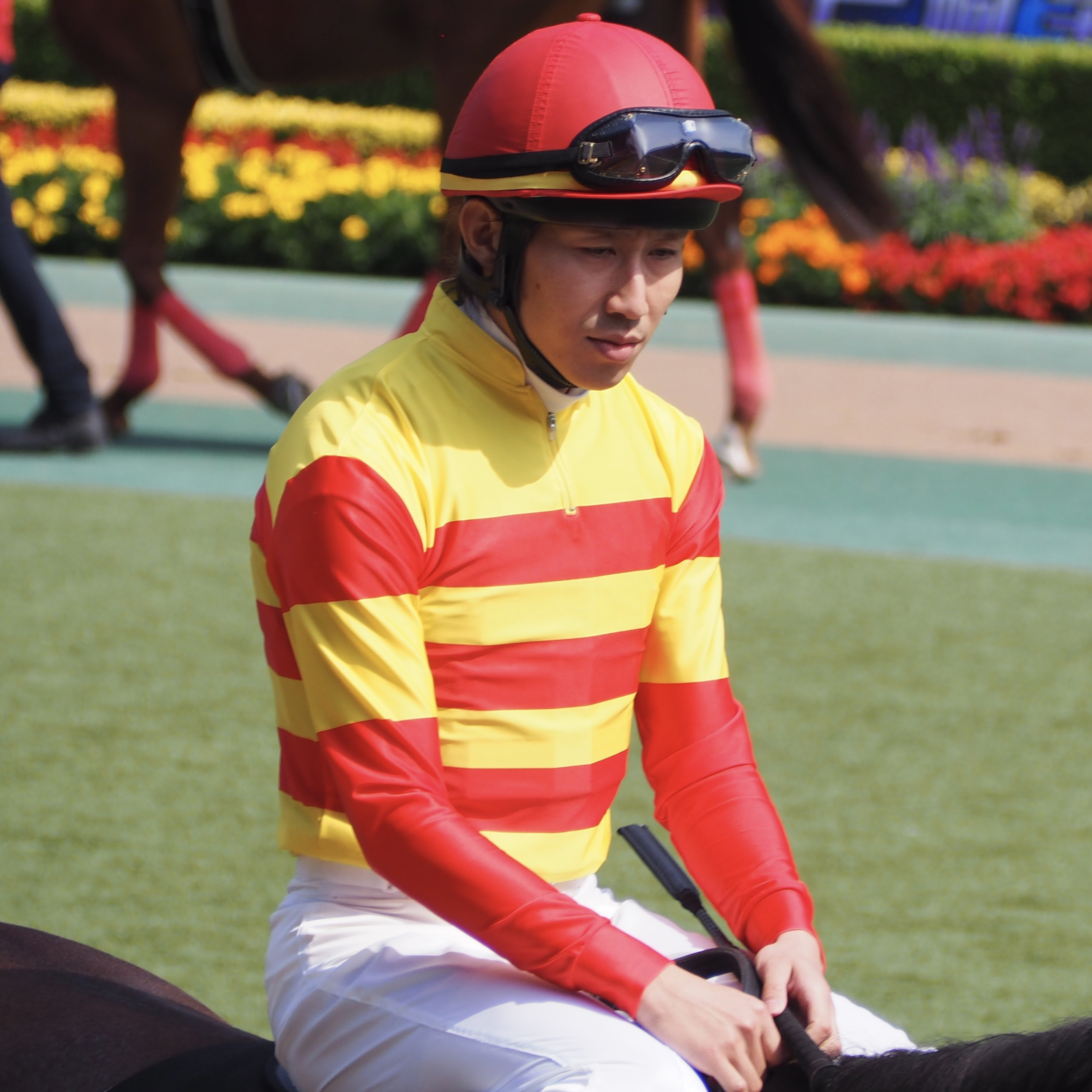
安岡の勝負服を着用した田辺裕信

- ハギノスプレンダー（1999年アネモネステークス）
- ハギノジョイフル（2009年目黒記念3着）
- ハギノピリナ（2021年優駿牝馬3着）